# Bulbophyllum chinense
Bulbophyllum chinense es una especie de orquídea epifita  originaria de  	 Asia. 

## Descripción
Es una orquídea de pequeño tamaño, con hábitos epifita con un rizoma rastrero que tiene un pseudobulbo oblongo-ovoide que lleva una sola hoja, subsésil, lanceolada. Florece en el verano en una inflorescencia basal, erguida, esbelta de 12 cm, a menudo con 9-10 flores, inflorescencia en forma de umbela con 2 vainas tubulares y brácteas florales lanceoladas y  flores fragantes.

## Distribución y hábitat
Se encuentra en la provincia de Guangdong de China.  

## Taxonomía
Bulbophyllum chinense fue descrita por (Lindl.) Rchb.f.  y publicado en Annales Botanices Systematicae 6: 260. 1861.
Etimología
Bulbophyllum: nombre genérico que se refiere a la forma de las hojas que es bulbosa.
chinense: epíteto geográfico que alude a su localización en China.
Sinonimia
- Cirrhopetalum chinense Lindl.
- Phyllorchis chinensis (Rchb. f.) Kuntze
- Phyllorkis chinensis (Lindl.) Kuntze[3][4]